# Гетерокарпия
Гетерока́рпия (от греч. ἕτερος — «иной» и ϰαρπός — «плод»), или разноплодие, или разноплодность, — генетически обусловленная особенность некоторых видов растений, заключающаяся в наличии у одного и того же экземпляра разнотипных плодов (либо, если понимать гетерокарпию в более широком смысле, диаспор), отличающихся друг от друга морфологией, способами распространения, характером прорастания либо физиологическими свойствами. У некоторых видов гетерокарпия может стать причиной вторичного цветения, что связано с различием в развитии физиологически отличающихся семян.
Для представителей астровых, маревых и некоторых капустных свойственна гетерокарпия простых плодов, для представителей зонтичных, бурачниковых и некоторых капустных — гетерокарпия частей дробного плода. Гетерокарпия свойственна многим однолетним растениям, в том числе эфемерам, растущим в пустынях и полупустынях.

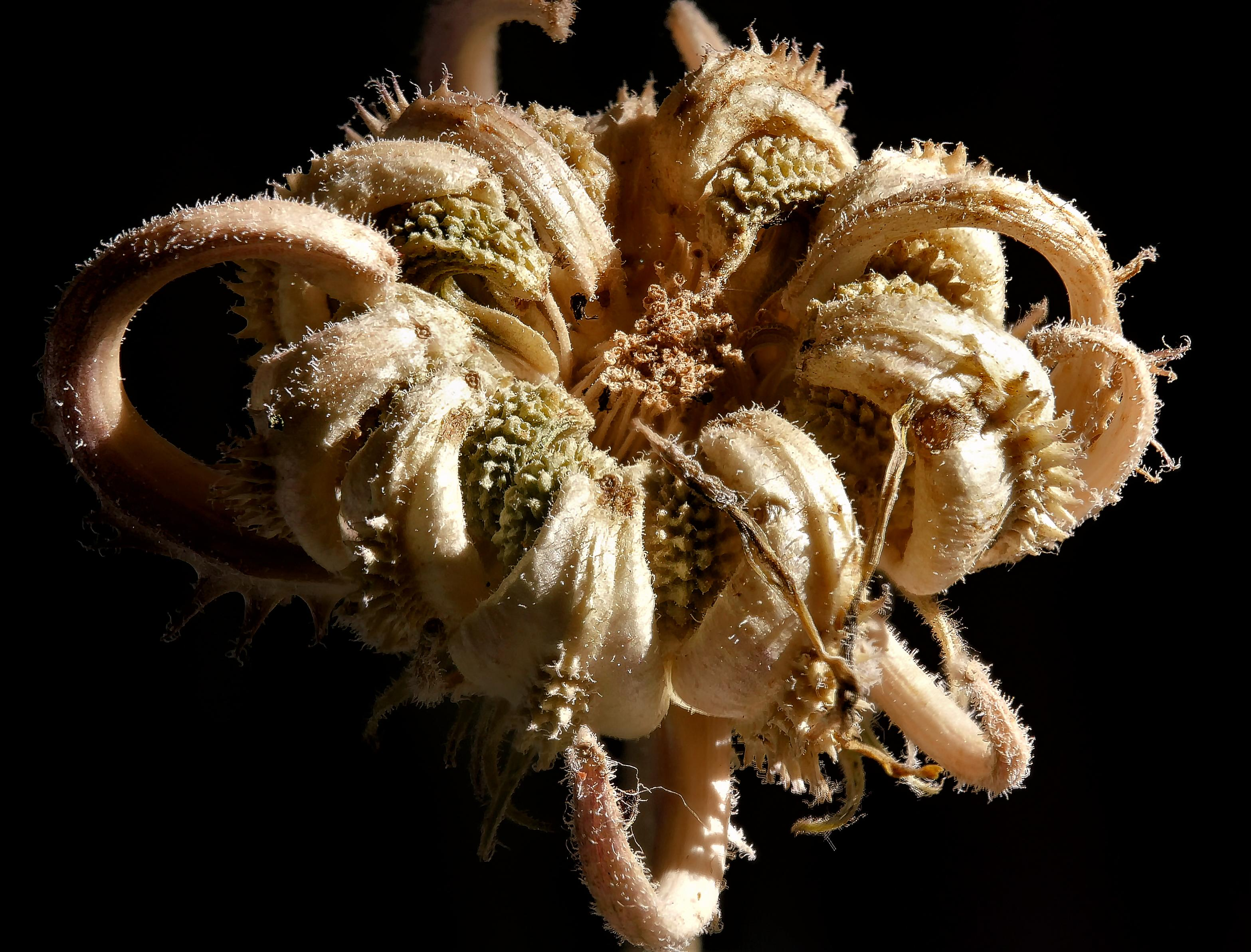
Различные по форме семянки календулы лекарственной

Плоды, отличающиеся способом распространения, характерны, к примеру, для видов календулы (Calendula). Семянки, образующиеся после цветения в одном и том же соцветии, имеют различную форму и, как следствие, для них характерно различное распространение: для одних это анемохория (распространение ветром), для других — зоохория (распространение животными). К примеру, семянки календулы лекарственной (Calendula officinalis) триморфны, при этом между различными формами наблюдаются переходы: наружные — зоохорные: с рядами шипиков и длинным носиком; средние — анемохорные, без носика, с тремя крыловидными выростами; внутренние — снова зоохорные: мелкие, кольцевидные, без крыльев, но с шипиками или бугорками.
В сельскохозяйственном растениеводстве изучение явления гетерокарпии важно с точки зрения борьбы с сорными растениями — для оценки запаса семян сорняков на полях и прогнозирования их всходов. К примеру, у лебеды белой (Atriplex cana) плоды могут быть трёх типов, которые отличаются толщиной околоплодника, при этом плоды с наименее тонким околоплодником могут начать прорастать уже через несколько дней после того, как окажутся в земле, у плодов же с наиболее толстой оболочкой с момента попадания в почву до момента прорастания может пройти несколько лет.